# Västmanlands tingsrätt
Västmanlands tingsrätt är en tingsrätt i Sverige med kansli i Västerås. Tingsrättens domkrets omfattar samtliga kommuner i Västmanlands län: Arboga, Fagersta, Hallstahammar, Kungsör, Köping, Norberg, Sala, Skinnskatteberg, Surahammar och Västerås.
Tingsrätten med dess domkrets ingår i domkretsen för Svea hovrätt.

## Verksamhet
Tingsrätten är indelad i rotlar och tjänstgörande domare är lagmannen (domstolschefen) och 13 rådmän samt två tingsfiskaler. Tingsnotarier och domstolshandläggare tjänstgör i tingsrätten samt därutöver administrativ personal. Lagmannen är även chef för hyres- och arrendenämnden i Västerås, där tre hyresråd tjänstgör. Hyres- och arrendenämnden täcker Västmanlands, Uppsala, Dalarnas och Södermanlands län. Vid tingsrätten och hyres- och arrendenämnden arbetar totalt närmare 100 personer.
Västmanlands tingsrätt har haft flera medialt uppmärksammade brottmål genom åren. Det mesta kända är rättegången i Arbogamorden 2008.

## Administrativ historik
Den 1 april 2001 bildades denna tingsrätt och domsaga genom sammanslagning av Köpings tingsrätt och domsaga, med kommunerna Arboga, Hallstahammar, Kungsör, Köping, Skinnskatteberg och Surahammar, Sala tingsrätt och domsaga med kommunerna Fagersta, Heby, Norberg och Sala och Västerås tingsrätt och domsaga med kommunen Västerås. Den 1 januari 2007 överfördes Heby kommun till Uppsala domsaga när kommunen bytte länstillhörighet.
Fram till 18 augusti 2008 var Köping och Sala också kansliorter i respektive tingshus. Ett tingsställe fanns också i Fagersta. Tingsstället var beläget på andra våningen i Brukskyrkan och bestod av två tingssalar. Det nuvarande tingshuset i Västerås stod klart år 2008 och inrymmer tingsrätten och hyres- och arrendenämnden i Västerås. 

## Lagmän
- 2001-2018: Per Kjellson
- 2019-2021: Lars-Gunnar Lundh
- 2022-: Nils Cederstierna